# Qinghai
Qinghai är en provins i västra Kina uppkallad efter Qinghaisjön (青海湖, Qīnghǎi Hú, det blå havet) (även Köke Nagur eller Koko Nor). Provinshuvudstad är Xining.

## Geografi
Qinghai ligger i den nordöstra delen av Tibetanska högplatån (även Tibet-Qinghai-platån) i centrala Kina. Tre stora floder har sina källor här. Yangtze och Mekong i provinsens södra delar och Gula floden i mellersta Qinghai.

## Historia
Qinghai blev en kinesisk provins relativt sent. En stor del av området, som historiskt gått under namnet Kokonor på svenska fram till början på 1900-talet, låg utanför det egentliga Kina och befolkades av många olika nationaliteter som tibetaner, mongoler, hankineser och olika turkfolk. Området var ett slagfält under Tangdynastin och olika kinesiska dynastier som utkämpade krig mot en rad tibetanska dynastier. Traditionellt har Qinghai räknats till den historiska tibetanska provinsen Amdo i Tibet.
I samband med att Qingdynastin underkuvade den västmongoliska dzungarerna införlivades Kokonor med Kina år 1724.
1928 blev Qinghai en provins i Republiken Kina och lydde länge under krigsherren Ma Bufang. Efter det kinesiska inbördeskrigets slut 1949 blev provinsen en del av Folkrepubliken Kina och en rad autonoma områden skapades för regionens olika nationaliteter.

## Politik
Partichef för Qinghai är sedan 2022  Xin Changxing och sedan samma år är provinsens guvernör Wu Xiaojun.

## Administrativ uppdelning
Qinghai är något större än Marocko och 97 procent av Qinghais yta utgörs av autonoma områden för olika etniska minoriteter. Administrativt är provinsen uppdelad i två städer på prefekturnivå och sex autonoma prefekturer:
| Karta | Nr                                 | Namn                 | Kinesiska                       | Pinyin     | Administrativt säte   | Typ |
| ----- | ---------------------------------- | -------------------- | ------------------------------- | ---------- | --------------------- | --- |
|       |                                    |                      |                                 |            |                       |     |
| 1     | Haixi (för mongoler och tibetaner) | 海西蒙古族藏族自治州 | Hǎixī měnggǔzú zàngzú zìzhìzhōu | Delingha   | Autonom prefektur     |     |
| 2     | Haibei (för tibetaner)             | 海北藏族自治州       | Hǎiběi zàngzú zìzhìzhōu         | Haiyan     | Autonom prefektur     |     |
| 3     | Xining                             | 西宁市               | Xīníng shì                      | Chengzhong | Stad på prefekturnivå |     |
| 4     | Haidong                            | 海东市               | Hǎidōng shì                     | Ping'an    | Stad på prefekturnivå |     |
| 5     | Hainan (för tibetaner)             | 海南藏族自治州       | Hǎinán zàngzú zìzhìzhōu         | Gonghe     | Autonom prefektur     |     |
| 6     | Huangnan (för tibetaner)           | 黄南藏族自治州       | Huángnán zàngzú zìzhìzhōu       | Tongren    | Autonom prefektur     |     |
| 7     | Yushu (för tibetaner)              | 玉树藏族自治州       | Yùshù zàngzú zìzhìzhōu          | Kyegundo   | Autonom prefektur     |     |
| 8     | Golog (för tibetaner)              | 果洛藏族自治州       | Guǒluò zàngzú zìzhìzhōu         | Maqên      | Autonom prefektur     |     |